# Luis Emilio Recabarren
Luis Emilio Recabarren Serrano (Valparaíso, 6 luglio 1876 – Santiago del Cile, 19 dicembre 1924) è stato un politico cileno dell'inizio del secolo ventesimo.
È considerato il padre del movimento operaio rivoluzionario del Cile.

## Biografia
Nato a Valparaíso da una poverissima famiglia di origine basca, lavorò come operaio tipografico fin da giovane età e si dedicò all'attività politica fondando nella propria città natale, il porto di Valparaíso, varie organizzazioni e giornali che esortavano alla solidarietà all'interno della classe operaia. Assunta la direzione del quotidiano El Trabajo (Il Lavoro), fu imprigionato per 8 mesi a seguito della pubblicazione di duri articoli che criticavano le condizioni dei lavoratori nel nord del Paese. Nel 1905 si trasferì nel porto settentrionale di Antofagasta, dove pubblicò il periodico La Vanguardia (L'Avanguardia).
Fu eletto deputato per il Partito Democratico nel 1906, ma non poté assumere l'incarico perché, essendo agnostico, rifiutò di giurare sulla Bibbia. Ebbe poi nuovamente problemi con la giustizia per le sue pubblicazioni ferocemente critiche nei confronti del governo cileno, e dovette lasciare il Paese stabilendosi in Argentina. Qui entrò a far parte del Partito Socialista. Nel 1908 si recò in Europa (visitando Spagna, Francia e Belgio) e tornò in Cile a fine anno.
Rientrato nel Paese, fu condannato nuovamente al carcere. Tornò in libertà nell'agosto del 1909. Nel 1911 si stabilì a Iquique. Molto deluso del proprio partito, fu in questa città che fondò nel 1912, insieme a una trentina di operai, il Partito Operaio Socialista (POS).
Nel 1915 fu candidato a deputato ad Antofagasta ma fu sconfitto a seguito di brogli. Si trasferì allora a Valparaíso e vi rimase fino all'inizio del 1916, quando viaggiò lungo il Cile in direzione sud, giungendo fino a Punta Arenas. Nel 1918 tornò in Argentina e partecipò alla fondazione del Partito Comunista Argentino, entrando a far parte della sua prima Direzione Nazionale.
Al rientro in Cile, partecipò al III Congresso del POS, nel quale fu avviata la strada per l'ingresso nella Terza Internazionale e per la trasformazione in Partito Comunista del Cile. Fu candidato alla Presidenza della Repubblica nel 1920. Al momento delle elezioni, che videro il successo di Arturo Alessandri Palma, Recabarren era nuovamente in carcere. Nel 1921, ad ogni modo, fu rieletto deputato ad Antofagasta.
Impressionato dalla Rivoluzione Russa, dopo il Congresso del Partito di gennaio del 1922 che sancì ufficialmente la trasformazione del POS in Partito Comunista del Cile, Recabarren si recò in Unione Sovietica per partecipare al Congresso dell'Internazionale Comunista. Tornò in Cile nel febbraio del 1923. Nel 1924 non volle ricandidarsi alle elezioni, e il 19 dicembre dello stesso anno si tolse la vita, apparentemente a causa di una depressione provocata sia da problemi personali che politici.